# Anquitea
Anquitea o Alcatea fue una mujer espartana, esposa de Cleombroto, madre de Pausanias, regente de Esparta que vivió en el siglo V a. C. Sentenciado su hijo a muerte por haber querido vender su patria a los persas, y habiéndose acogido al templo de Atenea, que era un asilo inviolable, Anquitea puso la primera piedra para tapiar la única salida que tenía el edificio, obligándole así a perecer de hambre.